# Campionato italiano indoor maschile di pallanuoto 1958
Il campionato italiano indoor 1958 è stata la 4ª edizione del campionato italiano indoor maschile di pallanuoto. Il torneo fu disputato da sette squadre, raggruppate inizialmente in due gironi. Le prime due classificate di ogni girone si affrontarono in un girone finale disputato a Roma il 10 e l'11 maggio 1958.

## Finali

### Classifica
|  |    | Finali 1958 | Pt | G | V | N | P | GF | GS | DR  |
|  | -- | ----------- | -- | - | - | - | - | -- | -- | --- |
|  | 1. | Lazio       | 6  | 3 | 3 | 0 | 0 | 18 | 7  | +11 |
|  | 2. | Pro Recco   | 4  | 3 | 2 | 0 | 1 | 13 | 12 | +1  |
|  | 3. | Florentia   | 2  | 3 | 1 | 0 | 2 | 12 | 17 | -5  |
|  | 4. | Roma Nuoto  | 0  | 3 | 0 | 0 | 3 | 8  | 15 | -7  |

## Verdetti
- Lazio Campione indoor d'Italia 1958